# 椿いづみ
椿 いづみ（つばき いづみ、12月11日 - ）は、日本の漫画家。埼玉県出身。女性。
2002年、「嫌いにならないでね」で第40回ビッグチャレンジ賞佳作受賞。『花とゆめ』同年17号（白泉社）に掲載の「縮めてディスタンス」でデビュー。双子の妹の古賀よしきも漫画家で、こちらは『少女コミック』（小学館）の作家陣の一員。
小・中・高の教員免許を持っている。
ギャグをとり入れたコメディー作品が多い。

## 作品リスト

### 漫画作品

#### 連載
- 親指からロマンス（『花とゆめ』2003年 - 2007年）
- 俺様ティーチャー（『花とゆめ』2007年 - 2020年）
- 月刊少女野崎くん[3]（『ガンガンONLINE』2011年 - 連載中）

#### 読み切り
- 嫌いにならないでね（『ザ花とゆめ』 2002年8月1日号）
- 縮めてディスタンス（『花とゆめ』 2002年17号）
- 教えてプリンス（『花とゆめ』 2002年22号） - 『親指からロマンス』第1巻に併録。
- お前私のこと好きだろ（『ザ花とゆめ』 2018年12月1日号[4]） - 『俺様ティーチャー』第29巻に併録。
- 俺様ティーチャーSP番外編（『花とゆめ』2020年20号[5]）
- 優しい時間（『ヤングアニマルZERO』2021年12月1日号[6]）

### 書籍
- 『親指からロマンス』白泉社〈花とゆめコミックス〉2004年 - 2007年、全9巻
- 『俺様ティーチャー』白泉社 〈花とゆめコミックス〉2008年 - 2020年、全29巻
- 『月刊少女野崎くん』スクウェア・エニックス〈ガンガンコミックスONLINE〉2012年 - 刊行中、既刊17巻（2025年8月8日現在）

### その他
- 学園アリス 25.5 公式ファンブック（ファンブック、2011年[7]）応援メッセージイラスト寄稿。
- 男子高校生の日常アンソロジー（アンソロジーコミック、2012年[8]）イラスト寄稿。
- 刀剣乱舞-ONLINE-アンソロジーコミック〜刀剣男士幕間劇〜（アンソロジーコミック、2015年[9]）イラスト寄稿。
- 「はんだくん」公式アンソロジー（アンソロジーコミック、2016年[10]）イラスト寄稿。
- 『ディズニー ツイステッドワンダーランド』 アンソロジーコミック Vol.2（アンソロジーコミック、2021年[11]）イラスト寄稿。